# Kastaniá (Corinthe)
Kastaniá, en grec moderne : Καστανιά, est un village du dème des Sicyoniens, district régional de Corinthie, en Grèce.
Selon le recensement de 2011, la population du village s'élève à 107 habitants.